# Đỗ Thanh Hải
Đỗ Thanh Hải (sinh ngày 29 tháng 4 năm 1973 tại Hà Nội, nguyên quán Quảng Ngãi) là đạo diễn người Việt Nam và là nhà sản xuất các dự án phim và các chương trình truyền hình của Trung tâm Phim truyền hình Việt Nam (trước đây là Hãng phim Truyền hình Việt Nam), trong đó anh có tham gia làm đạo diễn nhiều bộ phim gây ấn tượng, được khán giả yêu thích như Của để dành, Phía trước là bầu trời... Từng được giải thưởng Đạo diễn phim xuất sắc, Cánh diều vàng cho phim truyền hình xuất sắc nhất của Hội điện ảnh Việt nam, Huy chương Vàng Liên hoan truyền hình. Ngoài phim truyền hình, anh còn gắn bó đặc biệt với các chương trình Táo quân trên truyền hình, là tổng đạo diễn và chịu trách nhiệm sản xuất các chương trình Táo quân – Gặp nhau cuối năm. Hiện nay, anh là Phó Tổng Giám đốc Đài Truyền hình Việt Nam. Khi làm Giám đốc VFC, anh được đánh giá là người kế nhiệm xuất sắc của NSND Nguyễn Khải Hưng (Giám đốc đầu tiên của VFC). Anh cũng đồng thời là Phó Chủ tịch Hội Điện ảnh Việt Nam.
Đỗ Thanh Hải là con trai của Thiếu tướng Đỗ Đức Pháp (nguyên Chủ nhiệm Tổng cục Kỹ thuật – Bộ Quốc phòng). Anh tốt nghiệp thủ khoa đại học, chuyên ngành Đạo diễn Điện ảnh năm 1996, tốt nghiệp Thạc sỹ nghệ thuật điện ảnh, truyền hình năm 2010, từng học tập và đào tạo chuyên môn về ngành truyền hình tại DW – Học viện Deutsche welle, CHLB Đức năm 2008.
Anh là người có chuyên môn giỏi, được đào tạo bài bản cả trong và ngoài nước về lĩnh vực điện ảnh, truyền hình. Nhiều tác phẩm do anh đạo diễn gây dấu ấn với công chúng và được đồng nghiệp đánh giá cao về tài năng, kinh nghiệm quản lý.

## Gia đình
Hiện nay, anh đã kết hôn với vợ là giảng viên Đại học tại Học viện âm nhạc Quốc gia – NSƯT Đặng Châu Anh và có hai con. 

## Giải thưởng
- Giải Đạo diễn xuất sắc nhất Giải thưởng Hội Điện ảnh Việt Nam năm 2006.
- Giải Cánh diều vàng phim truyện video xuất sắc nhất năm 2006.
- Giải Cánh diều bạc phim truyền hình dài tập xuất sắc nhất năm 2001 (không có giải vàng).
- 2 huy chương vàng phim truyền hình Liên hoan truyền hình năm 2000 và 2006.

## Các phim thực hiện
- Xin hãy tin em (1997)
- Còn mãi một tình yêu (1997)
- Người nối dõi (1998)
- Của để dành (1998)
- Phía trước là bầu trời (2001)
- Nước mắt đàn ông (2002)
- Nhà có ba chị em (2007)
- Gặp nhau cuối năm (từ 2003)
- Gặp nhau cuối tuần (từ năm 2000 đến năm 2006)